# X 210
,,,
Les X 210 sont des autorails SNCF à voie métrique de la ligne du Blanc à Argent (BA), construits par la SCF Verney au Mans en 1950 et 1951.
Les deux premiers exemplaires sont livrés au PO-Corrèze puis mutés au BA en 1967. Ils sont modernisés en 1983-1984 en même temps que deux X 220 renumérotés dans la série X 210. Ces quatre autorails cessent de circuler commercialement à partir de 2004 lorsque les modernes X 74500 sont mis en service mais trois d'entre eux sont préservés et confiés à des chemins de fer touristiques.

## Histoire

### Genèse de la série
La série des X 210 est à l'origine composée de deux engins, livrés en 1950-1951 au réseau du PO-Corrèze. Ces deux autorails sont mutés au Blanc-Argent (BA) en 1967.
En 1983-1984, le BA s'engage dans la rénovation en profondeur d'une grande partie de son parc d'autorails Verney, ce qui aboutit à la constitution d'une série homogène de quatre X 210 :  
- X 211 et X 212, origine PO-Corrèze ;
- X 213, ancien X 223 livré au BA en 1951 ;
- X 214, ancien X 221 livré au BA en 1950.

### Carrière

#### Au PO Corrèze
En 1950 et 1951 le PO-Corrèze reçoit deux autorails, construits au Mans par les ateliers SCF Verney, les X 211 et X 212, qui sont affectés à Tulle. Ces engins ont à l’origine une puissance de 112 kW. Pourtant, et malgré ce surcroît de puissance, les deux autorails se révèlent mal adaptés aux forte rampes et aux courbes serrées des trois lignes du réseau corrézien. En 1967, La SNCF, propriétaire du matériel roulant, décide de muter les deux engins sur le BA.

#### Au chemin de fer du Blanc-Argent

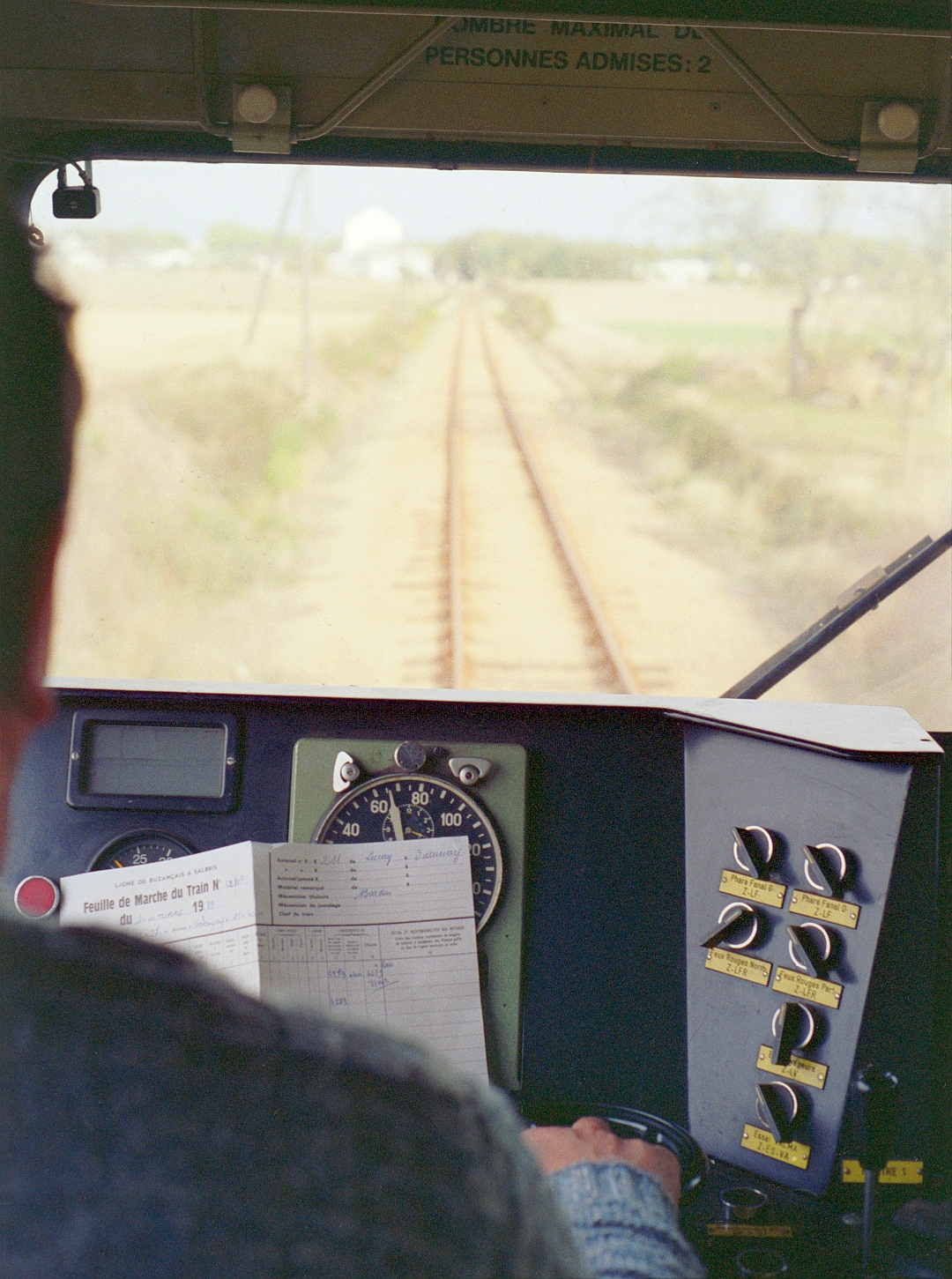
Le poste de conduite du X 211 rénové.

Les X 211 et X 212 sont mutés du PO-Corrèze au chemin de fer du Blanc-Argent en 1967. Les X 213 et 214 sont d'anciens X 220, les X 223 et X 221, rénovés à Bordeaux en 1983-1984. Ils font partie des quatre autorails Verney livrées pour la ligne du BA en 1950-51 et numérotés X 221 à 224.
Tous ces engins sont affectés à l'établissement de maintenance et de traction de Romorantin-Lanthenay. Ils circulent seuls, en couplage avec un autre X 210, un X 240 ou un X 74500 ; ils peuvent également tracter une remorque Verney de 9,5 t.
Le 24 août 2001, le X 214 est victime d'une collision avec un camion sur un passage à niveau. Sa caisse étant déformée, il est réformé puis mis à la ferraille en 2013 au Chemin de fer de la baie de Somme.
Les X 210 cessent  leur service commercial à partir de 2004 au fur et à mesure de la fiabilisation des nouveaux X 74500.

## Caractéristiques

### X 211 et X 212 d'origine du PO-Corrèze

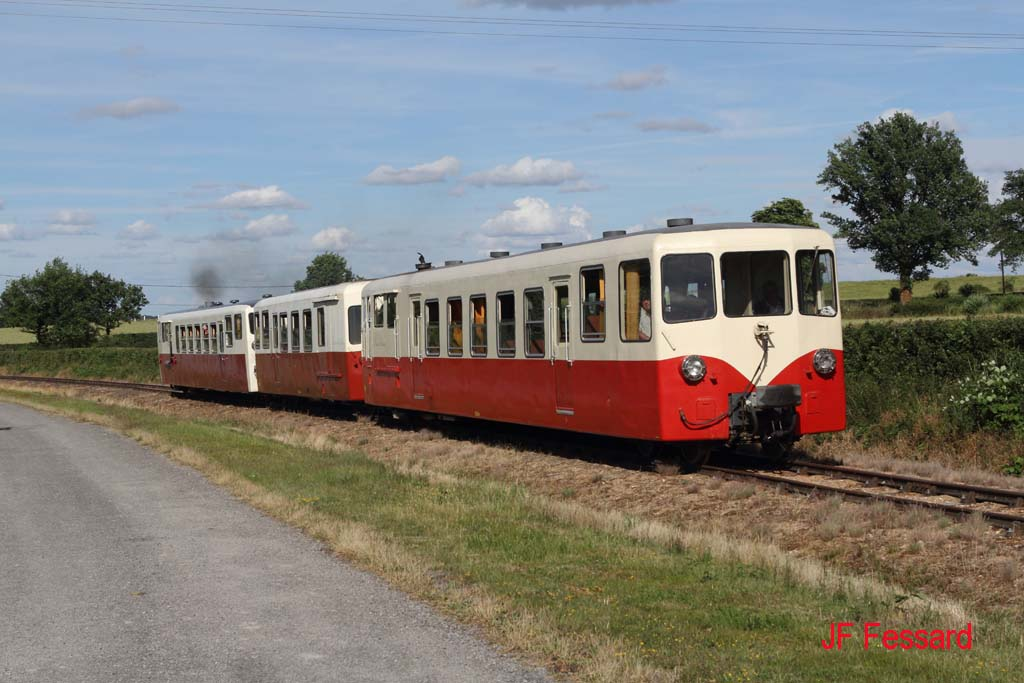
Le X 224 en tête d'un train à la Foulquetière le 21 juin 2015.

Les deux premiers X 210 livrés au PO-Corrèze en 1950-1951 sont très semblables aux X 220 livrés à la même époque au BA. Ils s'en distinguent par leur motorisation renforcée pour leur permettre d'affronter les lignes corréziennes au profil difficile. À cette fin, ils sont équipés d'un moteur Willème 517 F8 à huit cylindres en ligne développant une puissance de 112 kW.
Ils disposent de la même boîte de vitesses que les X 220 mais avec des rapports plus courts. Leur suspension à ressorts et leur capacité de 53 places assises sont par contre identiques à celles des X 220.
Plus gros moteur oblige, les X 210 sont plus lourds que les X 220 avec une masse de 20 t, même si les dimensions sont identiques. Ils adoptent le livrée rouge et crème des autorails SNCF de l'époque.

### Série «unifiée» du Blanc-Argent

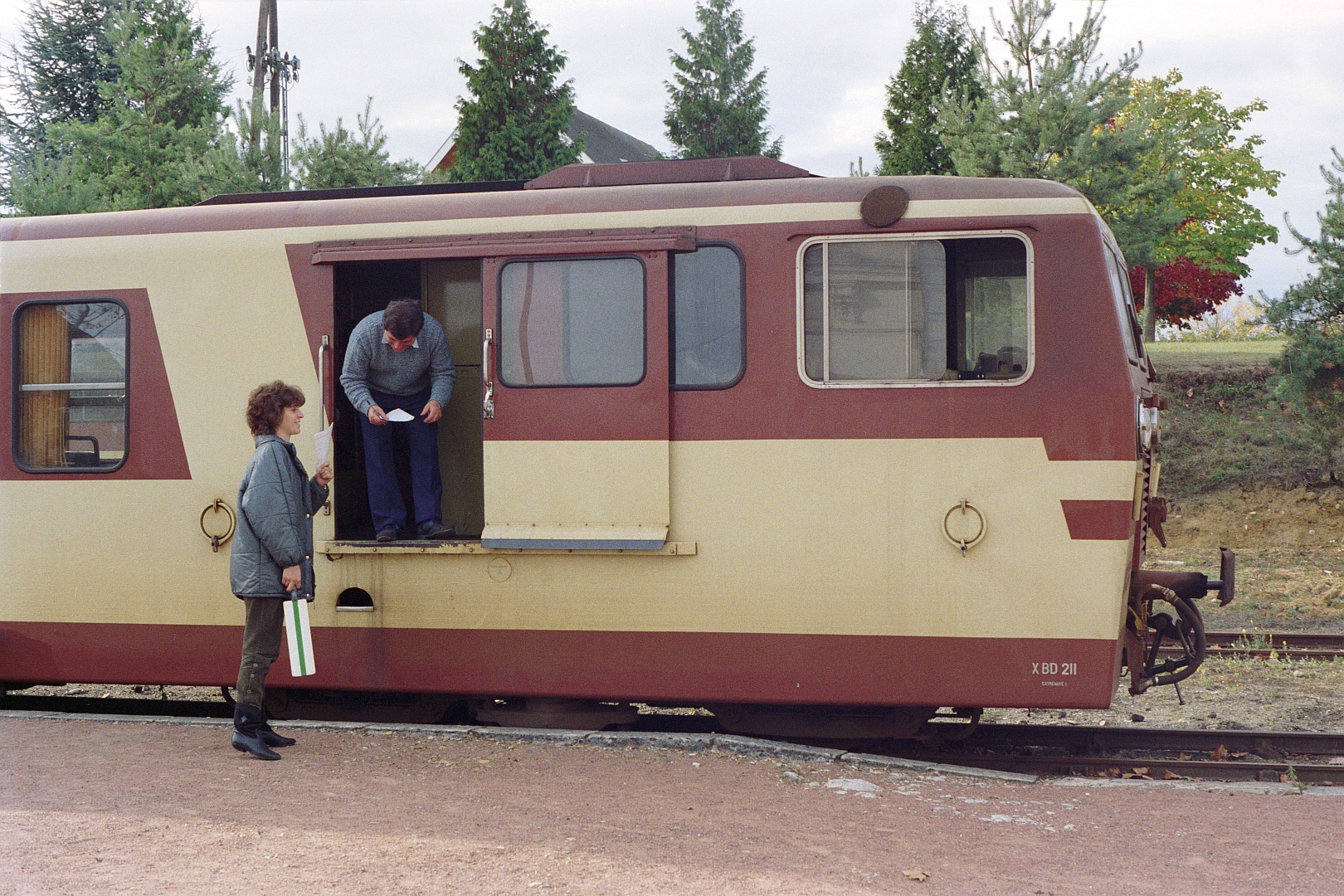
Le X 211 en livrée havane et crème (Valençay, 14 octobre 1989).

En 1983-1984 le BA dispose d'un parc de deux X 210 (origine PO-Corrèze) et trois X 220 acquis directement auprès de Verney. Dans le prolongment de la livraison des X 240 neufs et modernes, le réseau décide d'une rénovation profonde intéressant les deux X 210 et deux des X 220, ces quatre autorails étant portés à un standard commun et constituant la série X 211 à X 214. Les travaux sont réalisés par l'atelier de maintenance SNCF de Bordeaux.

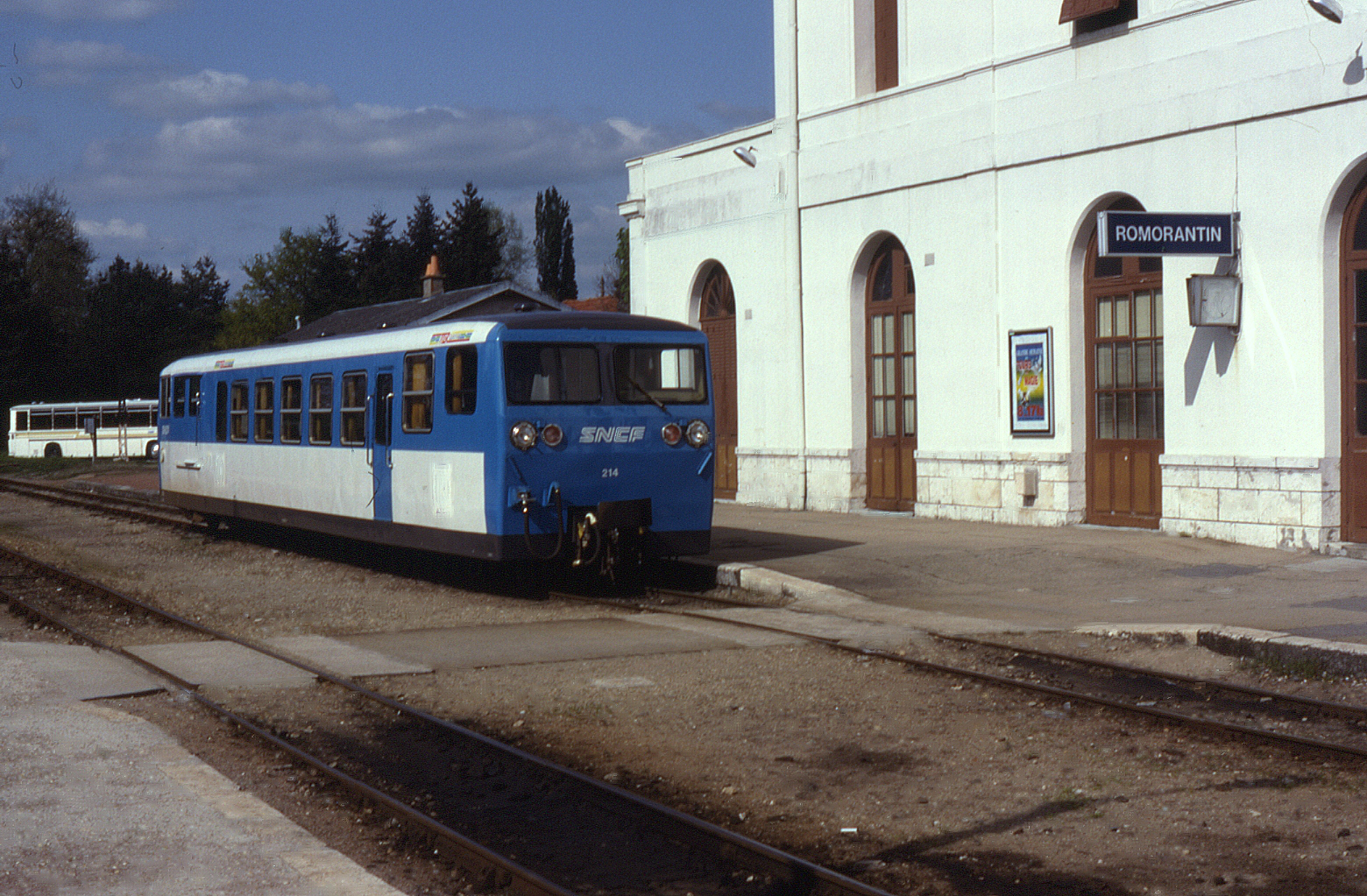
Le X 214 (Romorantin-Lanthenay, 3 mai 1992).

La chaîne cinématique est totalement changée avec un moteur Poyaud 6 L 520 31 de 132 kW et une transmission hydromécanique par boîte de vitesses automatique Voith DIWA 506. La puissance réelle du moteur est de 175 kW mais la boîte de vitesses qui lui est accouplée ne peut supporter plus de 150 kW. Les autorails sont équipés d'un dispositif de veille automatique et sont rendus aptes au couplage entre eux ou avec les X 240.
L'aspect extérieur de la caisse est profondément transformé par la suppression de portes d'accès remplacées par des fenêtres, la modification des faces frontales (baies, phares) et l'adoption de la même livrée havane et crème que sur les X 240. Intérieurement, les banquettes cèdent la place aux mêmes sièges individuels que ceux utilisés sur les automotrices à deux niveaux Z 2N ; revêtement des parois et du sol, éclairage et isolation phonique sont également repris.
L'ensemble de ces modifications porte la masse des autorails à 21,3 t.
En 1991, la ligne du BA est intégrée au réseau TER Centre. À cette occasion, les X 210 et les autres autorails en service reçoivent une livrée blanche et bleu Isabelle.

## Matériel préservé
Le X 211, restauré par le Train du Bas-Berry, a repris une livrée proche de celle d'origine; en 2014, il est en service sur Argy - Luçay-le-Mâle et garé à Ecueillé.
Les X 212 et X 213 sont confiés au Chemin de fer de la baie de Somme (CFBS) et affectés à Saint-Valery-Canal. Le premier, restauré en service dans sa livrée d'origine en 2012, assure les « trains à la mer », principalement. Le second est en cours de restauration en 2018. Le CFBS dispose également d'un stock de pièces et des bogies prélevés sur le X 214 avant sa mise à la ferraille.

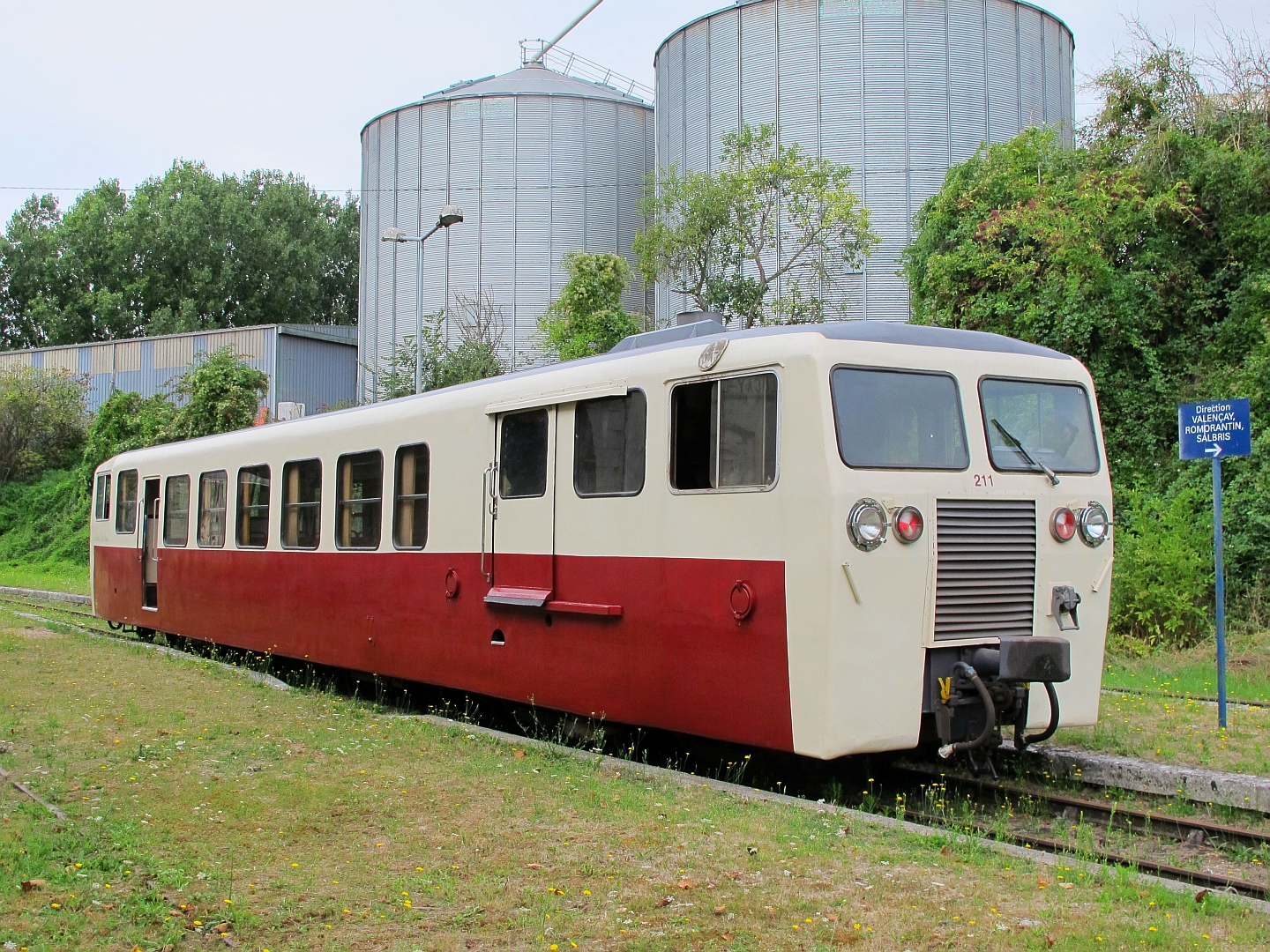
L'autorail Verney X 211 du Train du Bas-Berry en gare de Luçay-le-Mâle.
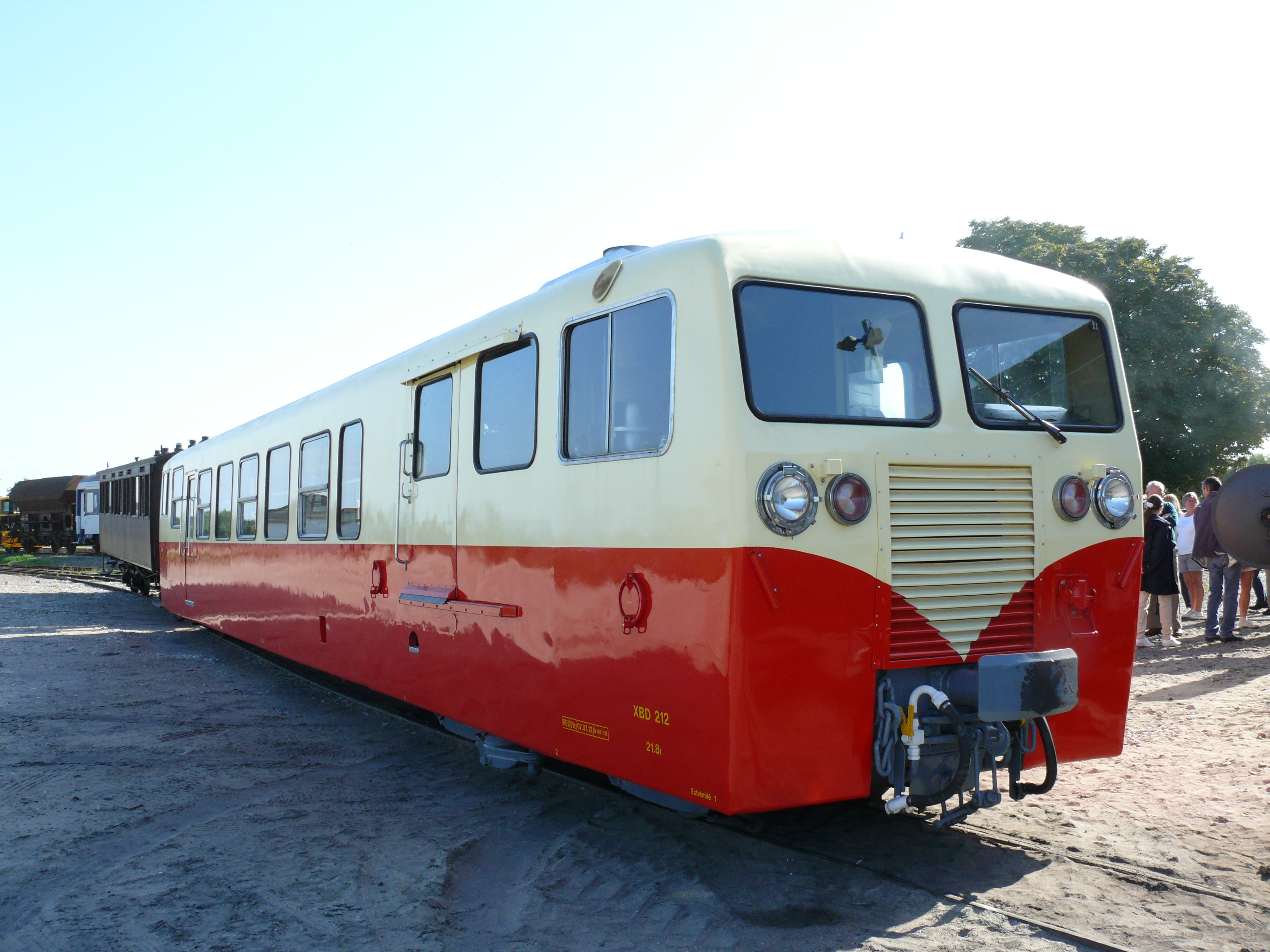
Le X 212 à Saint-Valery-Canal lors des journées du patrimoine 2012.
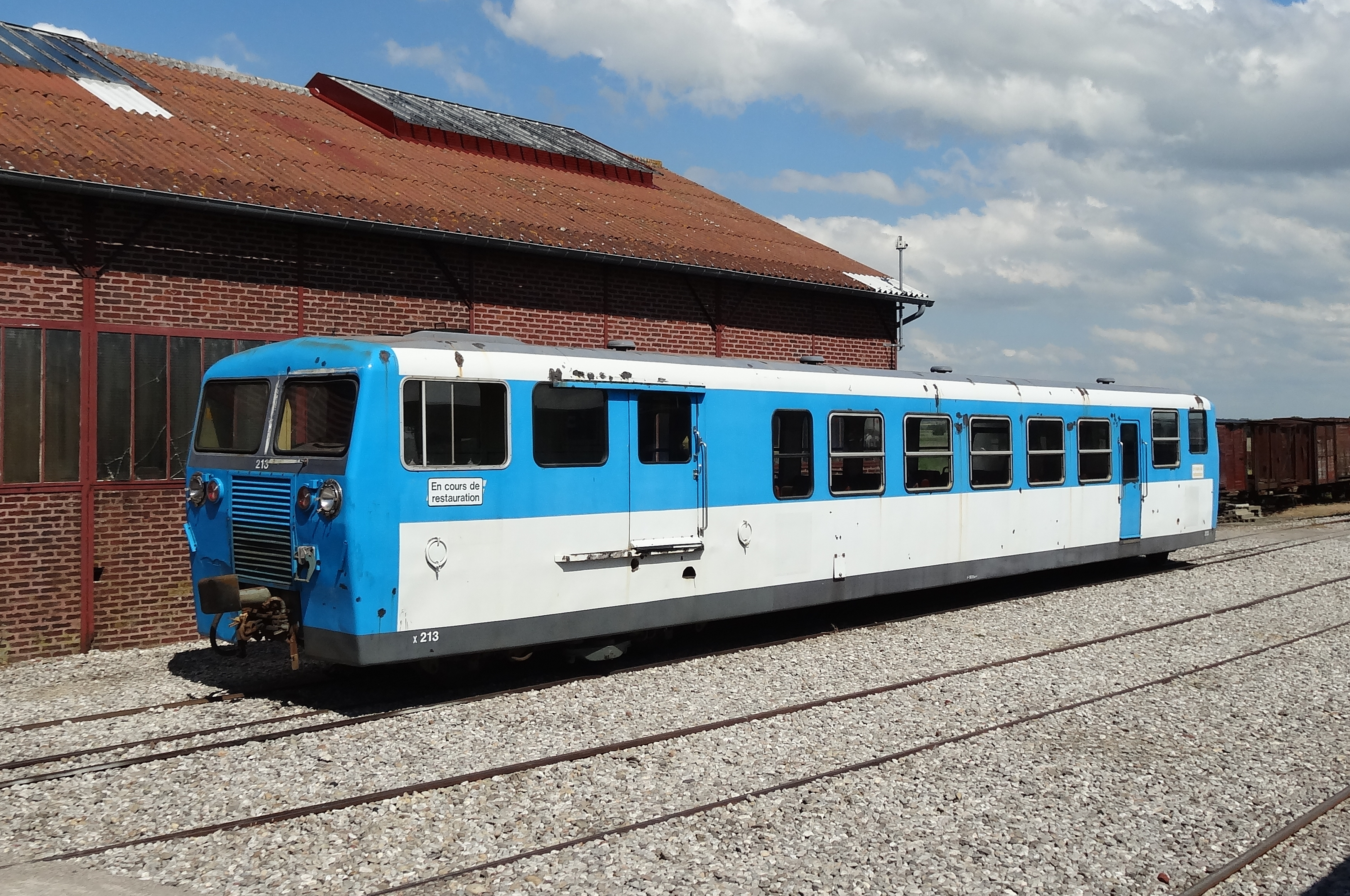
Le X 213 préservé au CFBS.